# Молодість (кінофестиваль)
Київський міжнародний кінофестиваль «Молодість», КМКФ Молодість (англ. Kyiv International Film Festival "Molodist", KIFF "Molodist") — найбільший сучасний кінофестиваль в Україні. До 2018 та з 2023 року проводиться щороку в останню декаду жовтня. Фестиваль вважається однією з найбільших спеціалізованих кіноподій України та Східної Європи за версією Міжнародної Асоціації Кінопродюсерів (FIAPF). Засновником фестивалю є фонд «Молодість».
Це єдиний кінофестиваль в Україні, що є акредитованим FIAPF (з 1993 року). Він належить до переліку 26 спеціалізованих міжнародних конкурсних фестивалів.
Щороку фестиваль відвідують близько 200 гостей. До географії конкурсних робіт належать країни майже з усіх континентів. Організатори запрошують учасників конкурсу, членів журі, зіркових акторів і режисерів. Традиційним фестивальним центром натепер є кінотеатр «Жовтень».
Головне завдання фестивалю — сприяти розвитку молодого професійного кіно. Конкурсна програма фестивалю щорічно представляє в Україні відібрані на десятках національних та міжнародних кінооглядів твори кіномолоді з усіх континентів. Головні секції — студентський, перший короткометражний (ігровий, анімаційний, документальний) та перший повнометражний ігровий фільм.
На «Молодості» відбулися дебюти європейських постановників: Фреда Келемена, Тома Тиквера, Денні Бойла, Франсуа Озона, Андраша Монорі, Ілдіко Енеді, Гера Попелаарса, Жака Одіара, Сергія Маслобойщикова, Олексія Балабанова, Дениса Євстигнеєва, Стівена Долдрі та ін. Учасників «Молодості» пізніше відзначали «Золотою пальмовою гілкою» (Брюно Дюмон) та «Оскаром» (Ален Берлінер).

## Історія

### 1970—1980-ті роки
В 1970 році Вадим Чубасо разом із Віктором Івченко вперше організували фестиваль студентських робіт кінофакультету Київського інституту театрального мистецтва. Він тривав два дні та презентував у своїй програмі 34 короткометражні стрічки. З часів заснування фестиваль був відкритий для участі представників інших кіновишів та країн. Постійними гостями «Молодості» у 1970-х були кінематографісти Болгарії, Грузії, Вірменії, студенти ВДІКу. Вже з 1975 в конкурсі беруть участь не тільки студентські роботи, але й повнометражні ігрові стрічки. Перше журі очолив режисер фільмів «Як гартувалася сталь» та «Овід» Микола Мащенко. Перших призерів нагороджували кришталевими вазами.
Серед призерів фестивалю 1970—1980-х років — Карен Геворкян і Вадим Абдрашитов, Олександр Панкратов і Володимир Бортко, Костянтин Лопушанський і Сергій Снєжкін, Євген Цимбал і Юрій Мамін. У 1979 році нагороду здобув фільм «Вавилон XX» — український радянський художній кінофільм режисера Івана Миколайчука, який було знято на кіностудії ім. О. Довженка.
У 1987 році за указом Держкіно УРСР починає працювати молоде об'єднання «Дебют» при кіностудії імені Довженка. Основний склад дебютантів відбувався із випускників режисерського відділення факультету Інституту театрального і кіномистецтва імені Карпенка-Карого, вищих курсів сценаристів і режисерів при Держкіно УРСР і ВДІКу. Стрічка «Кордон на замку» одного з учасників «Дебюту» Сергія Лисенка отримала відзнаку на фестивалі у 1989 році.
У 1988 році на фестивалі дебютує режисер, продюсер, а згодом співзасновник каналу «1+1» Олександр Роднянський зі стрічкою «Стомлені міста».
В часи перебудови «Молодість» почала розширювати свою географію — у конкурсі брали участь країни Прибалтики, Казахстан, Азербайджан та Німеччина. У 1989 році у Києві вперше на території СРСР була представлена продукція московського та ленінградського паралельного кіно: фільми Максима Пежемського, братів Алєйнікових, Генадія Юфіта.

### 1990-ті роки
У 1993 році Міжнародна федерація асоціацій кінопродюсерів офіційно реєструє «Молодість» як міжнародний фестиваль. Вирішальним у долі фестивалю стало партнерство зі створеним у 1995 році телеканалом «1+1», який допоміг розв'язати найскладніші фінансові та організаційні проблеми «Молодості».
Серед учасників «Молодості» 1990-х багато призерів престижних кінонагород світу: Брюно Дюмон, який побував у Києві у 1997 році з дебютною стрічкою «Життя Ісуса», через два роки отримає «Золоту пальмову гілку» на Каннському кінофестивалі за свою другу режисерську роботу «Людство». Ален Берлінер, відмічений на «Молодості» призом за найкращий повнометражний дебют «Моє життя у рожевому», стане лауреатом «Оскара».
У 1997 році на фестивалі був установлений спеціальний приз за внесок у світове кіномистецтво. Його лауреатами стали голівудський режисер українського походження Едвард Дмитрик, італійський комедіограф Маріо Монічеллі, польський кінорежисер Єжи Гофман та італійський режисер Етторе Скола.
З 2001 року президентом фестивалю став народний артист України Богдан Ступка.
У 2004 році символом фестивалю стала фоторобота українського оператора Данила Демуцького, яка отримала у 1925 році Гран-прі на конкурсі фотографії у Парижі.
У 2005 році символом фестивалю став фотоколаж з облич численних зірок українського та світового кінематографа, які того чи іншого року відвідали фестиваль. Основним графічним символом стала поштова марка, що символізує зв'язок і комунікацію кіномитців світу.

### Ювілей у 2010
У 2010 р. в Києві відкрився ювілейний кінофестиваль «Молодість» на честь свого 40-річчя. Протягом тижня було показано майже три сотні фільмів. Для шанувальників кіномистецтва були передбачені майстер-класи та зустрічі з українськими режисерами та акторами. У програмі фестивалю також були представлені фільми-переможці попередніх років.
Офіційна церемонія відкриття ювілейного кінофестивалю почалася в Національній опері ім. Шевченка, її провела російська актриса Рената Літвінова. Серед гостей «Молодості»: Фанні Ардан, Жерар Депардьє, Карен Шахназаров, Людмила Гурченко, Володимир Меньшов, Роман Балаян.
Показ французького фільму «Картахена», який презентували актори Софі Марсо і Крістофер Ламберт, головні виконавці ролей, відбувся у кінотеатрі «Київ».
У 2010 р. в конкурсній програмі було представлено 57 стрічок (23 студентських, 21 короткометражних і 13 повнометражних фільмів). Позаконкурсна програма була представлена 67 фільмами, альтернативна конкурсна програма — 21 фільмом. Журі «Молодості» очолював французький режисер Марк Каро. А в суддівські крісла сіли: австрійський режисер Райнер Фріммель, український художник Олександр Ройтбурд і російський продюсер Олена Яцура.
Переможець Сергій Лозниця «Щастя моє» отримав US$10 000 і «Скіфського оленя». Також US$2000 отримали режисери, які відзначилися і здобули перемогу в категоріях: «найкраща короткометражка», «найкращий повнометражний фільм» і «найкраща студентська робота». «Найкращий молодий актор» отримав премію в €1000. Статуетку «Скіфського оленя» отримав Крістофер Ламберт «За внесок у світовий кінематограф».

### 2010—2020-і
44-й Київський міжнародний кінофестиваль «Молодість» розпочався 25 жовтня 2014 року в Національному палаці мистецтв «Україна» і тривав до 2 листопада в культових кінотеатрах міста Києва.
47-й Київський міжнародний кінофестиваль «Молодість», пройшов у Києві з 26 травня по 2 червня 2018 року.
49-й Київський міжнародний кінофестиваль «Молодість», раніше запланований на 30 травня—7 червня 2020 року був перенесений у зв'язку з поширенням COVID-19 та введенням відповідних карантинних заходів. Фестиваль відбувся 22—30 серпня у гібридному форматі. Добірка з 264 фільмів була представлена онлайн та у кінотеатрах. На кінофестивалі було представлено 4 українських фільми. Один із них — повнометражний, два студентських і ще один — короткометражний. Загалом же на фестивалі було показано 12 повнометражних фільмів, зокрема «Парфенон» режисера Мантаса Кведаравічюса. Фільмом відкриття 49-го фестивалю «Молодість» стала україно-швейцарська стрічка «Забуті» Дарії Онищенко. Це історія україномовної родини з Луганська, яка намагається залишити непідконтрольну територію і переїхати до Києва. Фільм звертає увагу на проблеми переселенців та на важкі умови життя в окупованому місті.

## Секції конкурсної програми

### Міжнародний конкурс
Конкурсна частина фестивалю містить три основні міжнародні програми — студентську, короткометражну і повнометражну. Стрічка-претендент має вийти не раніше ніж 1 січня попереднього року. Фільми, що демонструвалися на території України, брали участь в інших фестивалях та отримали нагороди, також приймаються до участі в конкурсі.
- Програма студентських фільмів. Щороку презентується близько трьох десятків студентських робіт — перших короткометражних фільмів (ігрових, документальних, анімаційних), довжиною до 45 хвилин. Призи категорії: «за Найкращий студентський фільм», «Приз ім. Іва Монтана найкращому молодому актору».
- Програма короткометражних фільмів — фільми не довші за 30 хвилин. Призи категорії: «за Найкращий короткометражний фільм», «Приз ім. Іва Монтана найкращому молодому актору».
- Програма повнометражних фільмів. Щороку презентується близько десятка дебютних повнометражних фільмів, довжиною від 60 хвилин. Призи категорії: «за Найкращий повнометражний фільм» та «Приз ім. Іва Монтана найкращому молодому актору».

Роботи всіх категорій можуть номінуватися на «Гран-Прі» та «Приз глядацьких симпатій»

### Національний конкурс
Історично, секція «Панорама українського кіно» була першою позаконкурсною програмою фестивалю. Згодом вона була визначена як «Національна конкурсна програма». Участь у національному конкурсі беруть будь-які короткометражні фільми (ігрові, документальні, анімаційні, до 45 хвилин), вироблені в Україні (або за участю України як країни-співпродюсера). Фільми, які демонструвалися на території України, можуть бути запропоновані до участі в програмі.

### «Сонячний зайчик»
«Сонячний зайчик» (англ. SunnyBunny) — вітчизняний культурний ЛГБТ-захід, заснований 2001 року, директором фестивалю Андрієм Халпахчі й тележурналістом Анатолієм Єремою. Це друга у світі (після Teddy Award на Берлінале) програма ЛГБТ-фільмів на основних міжнародних кінофестивалях (2007 року ЛГБТ-премію Queer Lion було започатковано на Венеціанському кінофестивалі, а з 2010 року приз Queer Palm вручають і в Каннах). Конкурс відбувається на спеціальних показах «Сонячного зайчика» в кінотеатрі «Жовтень».

### «Molodist Teen Screen»
Конкурсна програма для дітей «Molodist Teen Screen», розрахована на вікову категорію 10—14 років.

### Documentary Competition
«Documentary competition» — конкурсна програма документального кіно, у рамках якої режисери представляють свої дебютні роботи. Програма заснована до 50-ї річниці «Молодості». Призовий фонд переможця програми складає US$2000.

## Секції позаконкурсної програми
Позаконкурсна секція фестивалю традиційно представляє низку програм, які знайомлять глядача з досягненнями найновішого національного та світового кіномистецтва: ретроспективи провідних майстрів світового екрана та найбільших кіношкіл світу, спеціальні події.
- Фільм-відкриття — фільм, що відкриває кінофестиваль. Фільмом відкриття 48-го кінофестивалю стала стрічка «Дехто любить гаряченьке» — реставрована версія класичної голлівудської комедії режисера Біллі Вайлдера «У джазі тільки дівчата». Картина режисерки Дарії Онищенко «Забуті» відкривала 49-й КМКФ «Молодість».
- Ретроспективна програма «Століття». Лише за останнє десятиріччя на «Молодості» були показані ретроспективи Ліндсея Андерсона, Мішеля Суттера, Маргарет фон Тротта, Дерека Джармена, Інгмара Бергмана, Девіда Лінча, братів Каурісмякі, Петра Чардиніна, Івана Пир'єва, Едварда Дмитрика, Леоніда Осики, Івана Миколайчука, Кшиштофа Зануссі, Робера Брессона, Етторе Сколи та багатьох інших.
- Українські прем'єри — найновіші українські фільми, що були зняті протягом року.
- FORMA — добірка експериментальних фільмів. Програма започаткована у 2018 році.
- Молодість. «Короткий Інсайт»
- Опівнічний сеанс. Програма започаткована у 2019 році.
- Національний фокус — добірка актуального кіно, з окремої країни (2014 рік — «Угорський фокус», 2015 рік — «Словацький фокус», 2016 рік – «Литовський фокус») або представляє її ретроспективну програму (2018 рік — Італія, 2019 рік — Канада).
- «Дні Вишеградського кіно» є спільним проєктом урядів Чехії, Угорщини, Польщі та Словаччини, а також Міжнародного Вишеградського фонду. Його метою є просування ідей сталого регіонального співробітництва в Центральній Європі.
- Метри — програма охоплює стрічки, які зняли «метри» кінематографа.
- Фестиваль фестивалів
- Скандинавська панорама — роботи режисерів з Данії, Швеції, Фінляндії, Норвегії та Ісландії.
- Валі Експорт — творчість Валі Експорт(інші мови).
- Міраж свободи — українське експериментальне кіно 1960—80-х років, доробок студії «Київнаукфільм» 1980-х років — від документальних хронік сімейного життя до пародійних кінокомедій.
- Молодість. Знову до школи. У 2019 році до програми увійшли Національний університет театру та кіно «І. Л. Караджале» у Бухаресті (UNATC) та Вищий національний інститут виконавських видів мистецтва і техніки мовлення (INSAS).
- Другий фронт. Історії ЛГБТ-військових
- «Дивись українське» є збіркою фільмів, створених у рамках проєкту «Дивись українське — твори своє майбутнє!» метою якого є розвиток національного кінематографа.
- Спеціальні події — самостійні кіноподії, які формально лежать поза межами традиційних фестивальних програм, вільний простір для презентації різнорідних тем.
- Фільм-закриття — закриває позаконкурсну програму — фільм-закриття. Фінальним фільмом 49-ї «Молодості» стала документальна робота Ірини Цілик — «Земля блакитна, ніби апельсин».

## Журі
Міжнародне журі, яке оцінює фільми офіційної конкурсної програми. Національна конкурсна програма оцінюється спеціально сформованим журі. На фестивалі також можуть працювати журі FIPRESCI (Міжнародної федерації кінопреси), FICC (Міжнародної федерації кіноклубів), Екуменічне журі тощо.
- Журі ФІПРЕССІ (Міжнародна федерація кінопреси, фр. Fédération Internationale de la Presse Cinématographique, «FIPRESCI»)
- Журі FICC. Вперше журі Міжнародної Федерації Кіноклубів було представлено на фестивалі у 1998 році.
- Журі конкурсу «Sunny Bunny», до складу якого входять громадські активісти та представники ЛГБТ-організацій та діячі культури, які роблять внесок, або відомі своєю підтримкою ЛГБТ-спільноти.
- Журі національного конкурсу оцінює сучасні вітчизняні фільми з 2004 року. До складу журі національного конкурсу традиційно входять українські телеведучі, кінокритики, режисери, продюсери, мистецтвознавці та інші представники культури й мистецтва.
- Екуменічне журі призначається Екуменічною кінематографічною організацією Інтерфільм, Світовою католицькою організацією для спілкування SIGNIS та Конференцією Європейських церков. До складу екуменічного журі входять шість членів, представників різних країн та культур, які можуть бути кіножурналістами, кінокритиками, теологами, викладачами чи дослідниками.

## Нагороди
- Гран-прі за найкращий фільм Міжнародної конкурсної програми (US$10 000 та статуетка «Скіфський олень», що є символом фестивалю)
- Приз за найкращий фільм у кожній категорії Міжнародної конкурсної програми (US$2000 та статуетка «Скіфський олень»)
- Приз за найкращий фільм Національної конкурсної програми короткометражних фільмів (50 000 гривень та статуетка «Скіфський олень»)
- Приз за найкращий фільм конкурсу «Сонячний зайчик» (US$2000 та статуетка «Скіфський олень»)
- Приз за найкращий фільм конкурсу «Teen Screen» (US$2000 та статуетка «Скіфський олень»)
- Приз за найкращий фільм конкурсу документального кіно (US$2000 та статуетка «Скіфський олень»)
- Дипломи журі

Інші нагороди:
- Приз за внесок у світове кіномистецтво (статуетка «Скіфський олень»)
- Приз глядацьких симпатій (статуетка «Скіфський олень»)
- Приз журі FIPRESCI (у разі присутності на Фестивалі журі FIPRESCI)
- Приз «Дон Кіхот» (у разі присутності на Фестивалі журі FICC)
- Приз Екуменічного журі (у разі його присутності на Фестивалі)

## Перелік переможців
Інформації про результати конкурсів 1970—1971 рр. не зберіглося. Відомо, що в 1971 році на «Молодості» відзначили дебютну акторську роботу Володимира Меньшова «Щасливий Кукушкін».
У 1970—80-х роках вручався Головний приз «За найкраще втілення сучасної теми», від 1979 року декілька разів поспіль — Головний приз «За найкращий художній фільм», у 2000-х — «Гран-прі».
| Рік  | Назва фільму                                                                 | режисер/и                     | кіностудія / країна або республіка СРСР | Примітки |
| ---- | ---------------------------------------------------------------------------- | ----------------------------- | --------------------------------------- | --- |
| 1972 | «Захарова рідня»                                                             | Олександр Криварчук           | СРСР, УРСР                              | |
| 1974 | «Перша сторінка»                                                             | Себастьян Аларкон             | ВДІК                                    | |
| 1974 | «Звичайний сіонізм»                                                          | Рамон Бетрос                  | КДІТМ                                   | |
| 1975 | «Жінка з вбитого села», «Німий крик», «Крихта піску»                         |                               | Білоруська РСР                          | програма документальних фільмів студії «Білорусьфільм»                                                                       |
| 1975 | «Канал»                                                                      | Володимир Бортко              | СРСР, УРСР                              | |
| 1975 | «Ар-хі-ме-ди!»                                                               | Олександр Павловський         | СРСР, УРСР                              | |
| 1977 | головний приз не присудили                                                   | головний приз не присудили    | головний приз не присудили              | головний приз не присудили                                                                                                   |
| 1978 | «Ангел мій»                                                                  | Борис Токарєв                 | СРСР, РРФСР                             | |
| 1978 | «Ветеран»                                                                    | Аркадій Сіренко               | СРСР, РРФСР                             | |
| 1979 | «Вавилон XX»                                                                 | Іван Миколайчук               | СРСР, УРСР                              | |
| 1980 | «Дебют»                                                                      |                               | «Мосфільм»                              | за великий творчий внесок у професійне становлення молодих кінематографістів та програму фільмів, представлених на фестивалі |
| 1981 | «Жарт»                                                                       | Галина Юркова                 |                                         | |
| 1982 | «Сім маленьких розповідей про перше кохання»                                 | Георгій Матарадзе             | СРСР, ГРСР                              | |
| 1983 | «Солдатські вдови»                                                           | Володимир Артеменко           | СРСР, УРСР                              | |
| 1983 | «Над Бейрутом чуже небо»                                                     | Ф. Мутлак                     |                                         | |
| 1983 | «Пригоди Петрова і Васєчкіна, звичайні й неймовірні»                         | Володимир Алєніков            | СРСР, РРФСР                             | |
| 1984 | «Одиниця „з обманом“»                                                        | Андрій Праченко               | СРСР, УРСР                              | |
| 1985 | «Гей, на лінкорі!»                                                           | Сергій Снєжкін                | СРСР, РРФСР                             | |
| 1986 | «Свято Нептуна»                                                              | Юрій Мамін                    | СРСР, РРФСР                             | |
| 1987 | «Двоє на мотоциклі»                                                          | Серик Апримов                 | СРСР, КРСР                              | |
| 1988 | «Захисник Сєдов»                                                             | Євген Цимбал                  | СРСР, УРСР                              | |
|      | «Невідома»                                                                   | Володимир Кучинський          | СРСР, УРСР                              | |
| 1990 | «Ми летимо»                                                                  | О. Вазар                      |                                         | анімаційний фільм |
| 1991 | Гран-прі не присудили                                                        | Гран-прі не присудили         | Гран-прі не присудили                   | Гран-прі не присудили |
| 1992 | Фестиваль не відбувся                                                        | Фестиваль не відбувся         | Фестиваль не відбувся                   | Фестиваль не відбувся |
| 1993 | «Олімпійське літо»                                                           | Гордіан Маугг                 | Німеччина                               | |
| 1995 | «САБС»                                                                       | Глєб Тєлєшов                  | Росія                                   | |
| 1996 | «Тридцять п'ять в стороні»                                                   | Даміан О'Доннелл              | Ірландія                                | |
| 1997 | «Склад»                                                                      | Донна Сван                    | Австралія                               | |
| 1998 | «Голоси»                                                                     | Андрій Осипов                 | Росія                                   | |
| 1999 | «Хлібний День»                                                               | Сергій Дворцевой              | Росія                                   | |
| 2000 | «Бути поруч»                                                                 | Рох Стефанік, Стефан Далдрі   | Франція / Велика Британія               | |
| 2001 | «Діва та піаніст»                                                            | Мартін Ле Галль               | Франція                                 | |
| 2001 | «Чоловічі справи»                                                            | Славомір Фабіцькі             | Польща                                  | |
| 2002 | «Утопія Блюз»                                                                | Штефан Гаупт                  | Швейцарія                               | |
| 2003 | «Старі»                                                                      | Геннадій Сидоров              | Росія                                   | |
| 2004 | «Після меси»                                                                 | Паприка Стеен                 | Данія                                   | |
| 2005 | «Звинувачуваний»                                                             | Якоб Тюзен                    | Данія                                   | |
| 2006 | «12:08 на схід від Бухареста»                                                | Корнеліу Порумбою             | Румунія                                 | |
| 2007 | «Мандри Оркестру»                                                            | Еран Колірін                  | Ізраїль / Франція                       | |
| 2008 | «Будда вибухнув від сорому»                                                  | Хана Махмальбаф               | Іран                                    | |
|      | «Шультес»                                                                    | Бакур Бакурадзе               | Росія                                   | |
| 2009 | «Дівчинка»                                                                   | Тіцца Кові, Райнер Фріммель   | Італія / Австрія                        | |
| 2010 | «Щастя моє»                                                                  | Сергій Лозниця                | Україна / Німеччина / Нідерланди        | |
| 2011 | «Подих»                                                                      | Карл Марковіч                 | Австрія                                 | |
| 2012 | «L»                                                                          | Бабіс Макрідіс                | Греція                                  | |
| 2013 | «Людська маса» (англ. The Mass of Men)                                       | Ґабріель Ґоше                 | Велика Британія                         | |
|      | Повернення (множина)                                                         | Олександр Ратій               | Україна                                 | У номінації «Національний короткометражний фільм»                                                                            |
| 2014 | «Десь там» (англ. Anywhere Else)                                             | Естер Амрамі                  | Німеччина                               | |
| 2015 | «Принцеса» (англ. Princess)                                                  | Талі Шалом-Езер               | Ізраїль                                 | |
| 2016 | «Остання сім'я» (англ. Ostatnia rodzina)                                     | Ян П. Матушинський            | Польща                                  | З врученням грошового сертифікату від «Лото-Забава» на US$10 000                                                             |
| 2017 | фестиваль не проводився                                                      | фестиваль не проводився       | фестиваль не проводився                 | фестиваль не проводився |
| 2018 | «Святий» (лит. Šventasis)                                                    | Андріус Блажевічюс            | Литва / Польща                          | Гран-прі «Скіфський олень» та сертифікат на US$10 000                                                                        |
| 2019 | «Дикий» (фр. Sauvage)                                                        | Камій Відаль-Наке             | Франція                                 | Гран-прі «Скіфський олень»                                                                                                   |
| 2020 | «Особливі прикмети» (ісп. Sin señas particulares) «Твій хід» (фр. Kuessipan) | Фернанда Валадез Міріам Верро | Іспанія / Франція                       | Гран-прі «Скіфський олень» та грошова винагорода                                                                             |

## Ключові особи

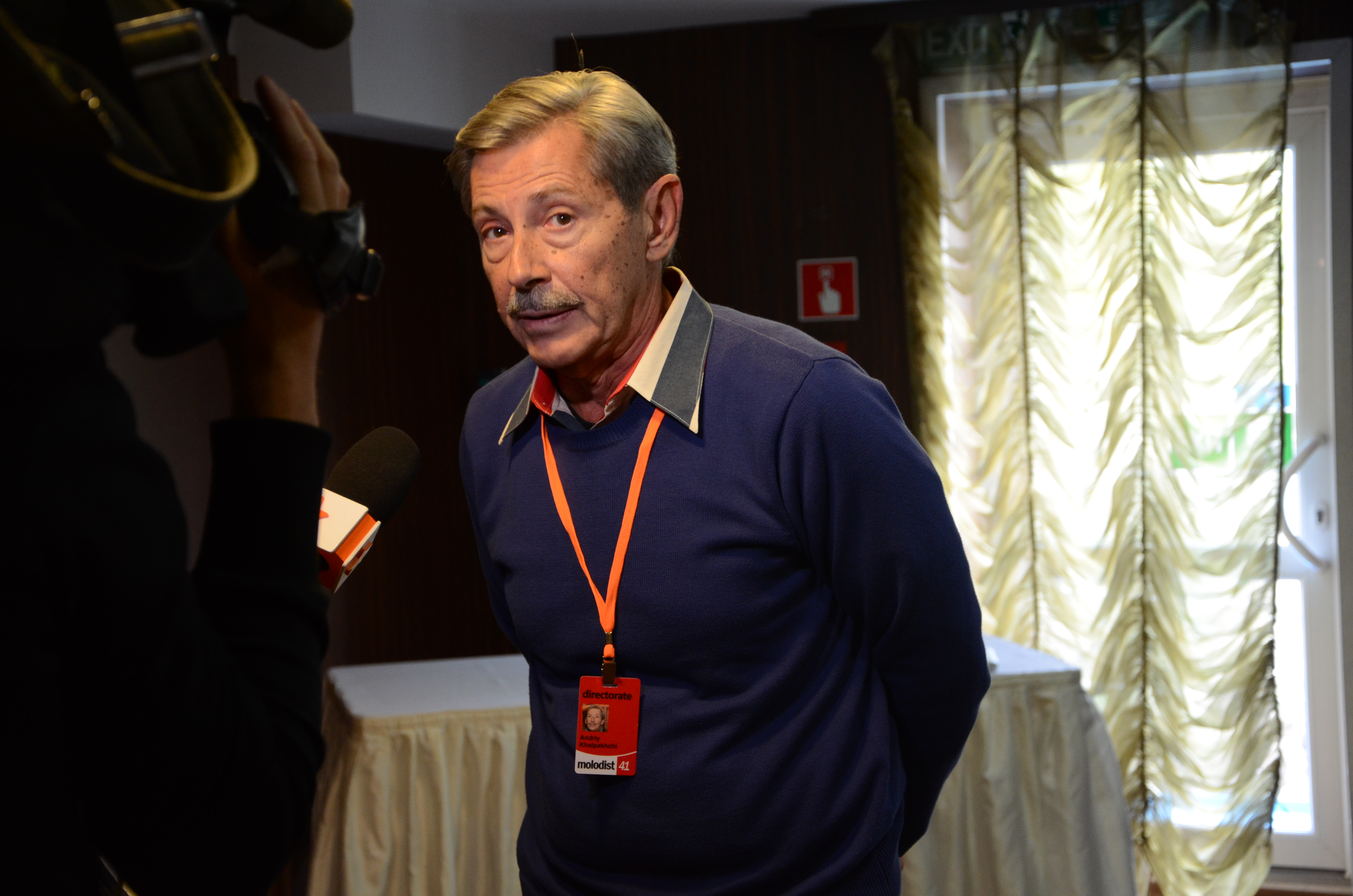
Андрій Халпахчі

Халпахчі Андрій Якович — художній керівник фестивалю; генеральний директор фестивалю 1992—2019 рр.. Про «Молодість» він казав: «Фестиваль змінюється. Про театр кажуть, що він живе 10 років — це його золотий період, потім потрібно щось робити нове, інакше він „гине“. Фестивалю „Молодість“ вже 50 років і він не загинув, але безумовно — нові часи потребують нових форм, нової команди, нових ідей»[джерело?].